# 庫爾斯普林鎮區 (印地安納州拉波特縣)
庫爾斯普林鎮區（英語：Coolspring Township）是位於美國印地安納州拉波特縣的一個行政鎮區。

## 地方資料
根據2010年美國人口普查的數據，庫爾斯普林鎮區的面積為93.60平方千米，當中陸地面積為93.20平方千米，而水域面積為0.40平方千米。當地共有人口14718人，而人口密度為每平方千米157.24人。